# Museo d'arte moderna Ugo Carà
Il Museo d'arte moderna Ugo Carà di Muggia è dedicato alla vita e alle opere dello scultore e designer Ugo Carà. Viene fondato nel 2006 a seguito della decisione dell'artista di donare al Comune di Muggia un nucleo di opere che costituiranno la collezione permanente.

## La collezione
Nel 2002 Ugo Carà decide di donare al Comune di Muggia un centinaio di opere che vanno dalla scultura al design. La collezione, con una quarantina di sculture, una trentina di oli e disegni, una ventina di medaglie e cinque oggetti di design, ricostruisce il suo percorso artistico attraverso tre sezioni:
- la sperimentazione del segno (1927 - 1947)
- il racconto magico (1928 - 1980)
- la scultura degli esordi (1934 - 1940)

Da segnalare, fra le altre opere in collezione, Riposo (ceramica, 1926), Alba (legno di rosa, 1956), Paesaggio (olio, 1926) e gli oggetti da tavolo in metallo più volte pubblicati da Giò Ponti su Domus dal 1929. La collezione include anche tre sculture esposte all'esterno del Museo: Fanciulla che si pettina (bronzo, 1957), Composizione (bronzo, 1965) e Nuotatrice (bronzo, 1979).